# Dendranthema oreastrum
Dendranthema oreastrum là một loài thực vật có hoa trong họ Cúc. Loài này được (Hance) Ling mô tả khoa học đầu tiên năm 1980.